# 50-й інженерно-саперний полк (СРСР)
50-й інженерно-саперний полк — військове з'єднання інженерних військ Радянської армії, що існувало у 1942—1992 роках.
Після розпаду Радянського Союзу й відновлення незалежності України, у 1992 році з'єднання увійшло до складу Збройних сил України, і згодом було переформовано на 703-й інженерний полк.

## Історія
У 1942 році у Краснодарі була сформована 9-та окрема саперна бригада. В лютому 1943 року частину було переформовано у 3-тю інженерно-мінну бригаду РГК, а вже влітку — у 15-ту окрему штурмову інженерно-саперну бригаду РГК. Бойовий шлях з'єднання пройшов від передгір'їв Кавказу до передгір'їв Карпат, а далі через Польщу до Праги.
Наприкінці 1947 року бригада переформована у 50-й інженерно-саперний полк.
Полк брав участь у відбудові повоєнного господарського комплексу.
Після 1986 року брав участь у ліквідації наслідків аварії на ЧАЕС.
У 1992 році, після розпаду Радянського Союзу й відновлення незалежності України, полк увійшов до складу Збройних сил України, і згодом був переформований на 703-й інженерний полк.